# Johann Wolfgang Goethe-Universität Frankfurt am Main

Goethe-universitetets logo.

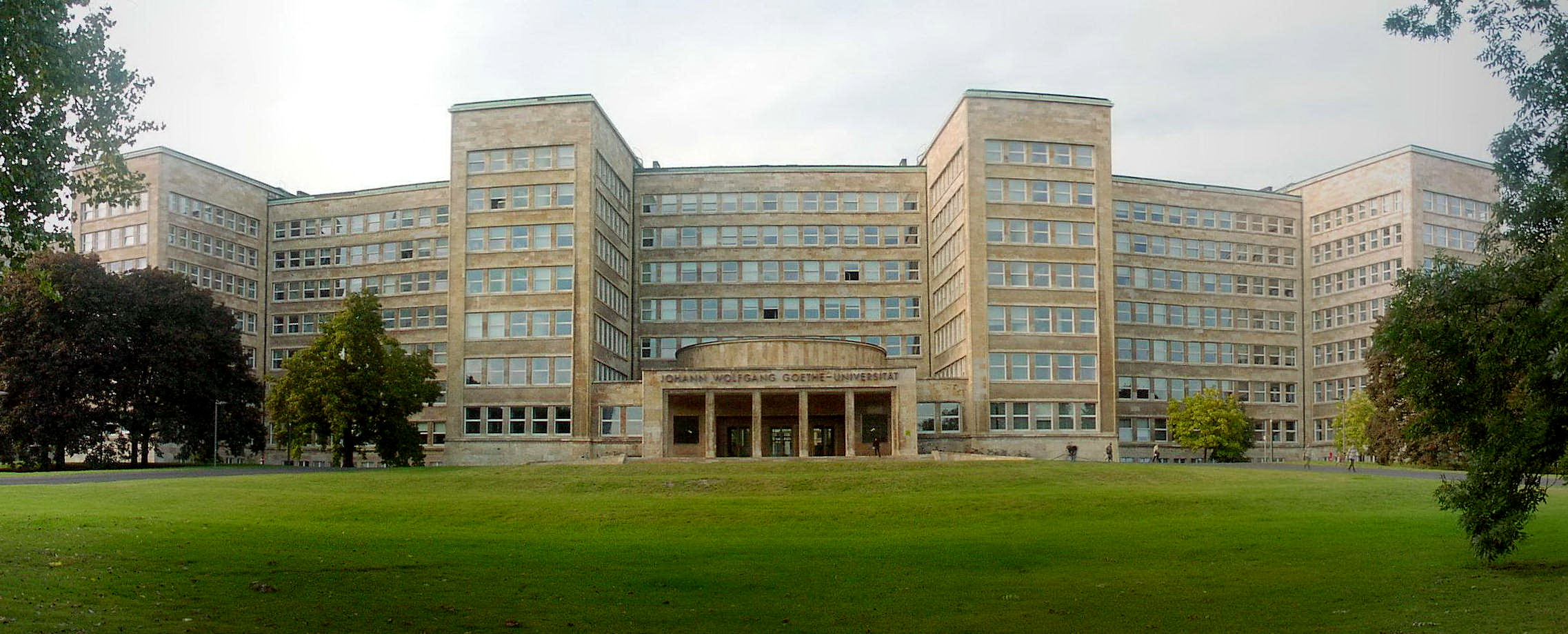
I.G.-Farben-Haus på Campus Westend

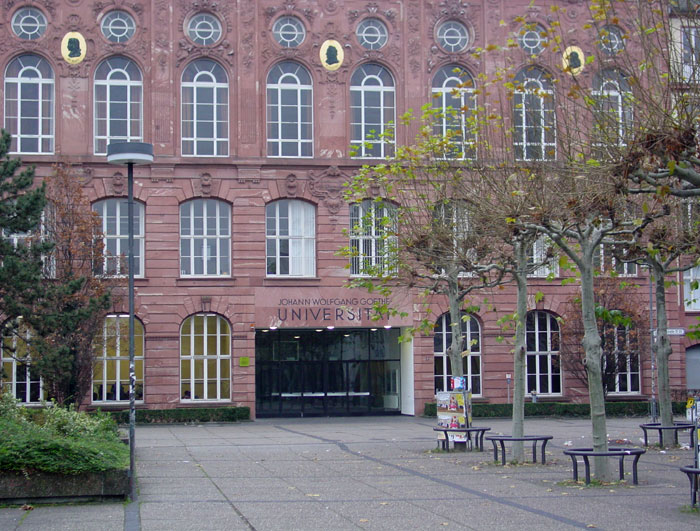
Ingången från Mertonstraße till huvudbyggnaden på Campus Bockenheim

Johann Wolfgang Goethe-universitetet, även känt som Frankfurts universitet, ligger i Frankfurt am Main i Tyskland. Universitetet öppnades 1914 och har runt 38 000 studenter. 1932 namngavs universitetet efter Johann Wolfgang von Goethe. 
Sedan 2008 är det officiella namnet Goethe-Universität Frankfurt am Main.
Vid universitetet finns följande institutioner:
- Campus Bockenheim: rättsvetenskap, ekonomi, socialvetenskap, pedagogik, psykologi, matematik, datavetenskap, geografi
- Campus Riedberg: farmaci, fysik, kemi, biologi
- Campus Westend: teologi, filosofi, historia, filologi, arkeologi
- Campus Niederrad: medicin, Frankfurts universitetssjukhus